# سیارک ۹۱۸۹۸
سیارک ۹۱۸۹۸ (به انگلیسی: 91898 Margnetti، نامگذاری:1999VB11) نود و یک هزار و هشتصد و نود و هشتمین سیارک کشف شده‌است که در ۸ نوامبر ۱۹۹۹ کشف شد.